# Римокатоличка црква Свете Марије у Моровићу
Римокатоличка црква Свете Марије у Моровићу, месту у општини Шид, први пут се спомиње у писаним изворима из 17. века, док по градитељским фазама, стилски везаним за романско односно готско архитектонско наслеђе, одређују настанак у 13. веку, као и легенде које наводе низ историјских личности као могуће ктиторе.

## Легенде о ктиторима
По једној цркву је подигла царица Марија Терезија. По другој њу је подигла деспотица Јелена, супруга Стефана Штиљановића. То је било када је он отишао у рат, а она је подигла ову црквицу у жељи да измоли од Богородице срећан повратак мужа. Она је била католикиња па је црква била благословљена по католичком обреду. По трећој легенди црквицу је подигао чак сам деспот Штиљановић, а опет неки кажу да је њен градитељ Иван Моровић. Канонска визитација из 1729. године чак наводи да је цркву подигао угарски краљ Стефан. Ова последња претпоставка заслужује да се размотри јер би можда највише одговарала истини.

## Положај и архитектура
Римокатоличка црква Свете Марије у Моровићу се налази на католичком гробљу на улазу у насеље, као једна од најстаријих сакралних објеката у Срему.
Данашњем изгледу храма су допринеле многобројне интервенција које су вршене током векова његовог постојања. Најстарији део цркве је светилиште са полукружном апсидом и романски обрађеним прозорским отворима, док се на западној страни надовезује нешто шири и виши наос чији су прозори завршени готски преломљеним луцима, а надвишени окулусима са каменим четворолисним розетама.
Уз западно прочеље је кула квадратне основе која изнад другог нивоа прелази у осмострану. Поред прозора, једини архитектонски елементи који оживљавају фасадна платна представљају масивни контрафори, без јасне конструктивне улоге. Једноставно решене камене фасаде су у сагласју са старином овог споменика и доприносе њеном рустичном изгледу.
Конзерваторски радови су извођени у периоду од 1968. до 1972. године.